# John Makdessi
John Wayne Makdessi, född 3 maj 1985 i Halifax, är en kanadensisk MMA-utövare som sedan 2010 tävlar i organisationen Ultimate Fighting Championship.